# Chionaema affinis
Chionaema affinis är en fjärilsart som beskrevs av Pieter Cornelius Tobias Snellen 1904. Chionaema affinis ingår i släktet Chionaema och familjen björnspinnare. Inga underarter finns listade i Catalogue of Life.